# Albuquerque de Bettencourt
Henrique Albuquerque de Bettencourt (c. 1905 — 1939) foi um escultor português. Pertence à segunda geração de artistas modernistas portugueses. 

## Biografia / Obra

Imagem do Estado Novo, 1937 (fragmento)

Frequentou a Escola de Belas-Artes de Lisboa onde foi colega de Ruy Roque Gameiro e Salvador Barata Feyo, entre outros.
Artista de vincada personalidade, "na sua obra, infelizmente fragmentária e dispersa, a dedada pessoal do artista surgia sempre, independente de escolas e de classicismos. Albuquerque de Bettencourt aliava ainda ao seu talento e aos seus largos recursos que o tempo havia de impor, as mais firmes qualidades de Homem e de Cidadão".
Foi autor do baixo-relevo estilizado da fachada da Galeria UP (1932). Participou com o baixo-relevo Imagem do Estado Novo no Pavilhão de Portugal da Exposição Mundial de Paris, 1937; participou nos pavilhões de Portugal da Feira Mundial de Nova Iorque de 1939-40 e da Exposição Internacional de S. Francisco, 1939 (Golden Gate International Exposition). Morto prematuramente, deixou-nos "uma pequena obra, dispersa e abandonada".